# Hotel (film 2004)
Hotel è un film del 2004 diretto da Jessica Hausner.

## Trama
Irene viene assunta come receptionist in un hotel di montagna e solo dopo pochi giorni si accorge di avere preso il posto di una ragazza scomparsa misteriosamente; trova casualmente gli occhiali appartenuti alla ragazza e comincia a cercare elementi che le permettano di ricomporre il quadro degli eventi. La sua permanenza all'interno dell'hotel non sembra essere gradita e anche l'unica collega con cui ha legato si allontana lentamente da lei. Le offese dei suoi colleghi le rendono la vita insopportabile e Irene decide di chiedere un permesso per tornare a casa, ma la direttrice dell'hotel glielo nega. Le spetta il turno di notte. Strani rumori provengono da alcune camere situate in un'ala poco illuminata dell'hotel. Le ricerche di Irene per arrivare alla soluzione del mistero metteranno a repentaglio la sua stessa vita.